# مارک ژیدلیتسکی
مارک ژیدلیتسکی (انگلیسی: Marek Židlický؛ زادهٔ ۳ فوریهٔ ۱۹۷۷) بازیکن هاکی روی یخ اهل جمهوری چک است.